# Andard
Andard és un municipi francès situat al departament de Maine i Loira i a la regió de País del Loira. L'any 2007 tenia 2.441 habitants.

## Demografia

### Població
El 2007 la població de fet d'Andard era de 2.441 persones. Hi havia 930 famílies de les quals 214 eren unipersonals (75 homes vivint sols i 139 dones vivint soles), 313 parelles sense fills, 352 parelles amb fills i 51 famílies monoparentals amb fills.
La població ha evolucionat segons el següent gràfic:
Habitants censats

### Habitatges
El 2007 hi havia 962 habitatges, 932 eren l'habitatge principal de la família, 5 eren segones residències i 26 estaven desocupats. 831 eren cases i 46 eren apartaments. Dels 932 habitatges principals, 709 estaven ocupats pels seus propietaris, 210 estaven llogats i ocupats pels llogaters i 13 estaven cedits a títol gratuït; 51 tenien una cambra, 50 en tenien dues, 100 en tenien tres, 193 en tenien quatre i 537 en tenien cinc o més. 728 habitatges disposaven pel capbaix d'una plaça de pàrquing. A 314 habitatges hi havia un automòbil i a 524 n'hi havia dos o més.

### Piràmide de població
La piràmide de població per edats i sexe el 2009 era:
| Homes | Edats   | Dones |
| ----- | ------- | ----- |
| 0     | 95 o +  | 4     |
| 12    | 90 a 94 | 8     |
| 12    | 85 a 89 | 36    |
| 16    | 80 a 84 | 28    |
| 28    | 75 a 79 | 36    |
| 36    | 70 a 74 | 28    |
| 24    | 65 a 69 | 40    |
| 52    | 60 a 64 | 36    |
| 48    | 55 a 59 | 88    |
| 92    | 50 a 54 | 72    |
| 80    | 45 a 49 | 88    |
| 112   | 40 a 44 | 68    |
| 92    | 35 a 39 | 148   |
| 40    | 30 a 34 | 52    |
| 48    | 25 a 29 | 32    |
| 64    | 20 a 24 | 44    |
| 65    | 15 a 19 | 108   |
| 132   | 10 a 14 | 76    |
| 96    | 5 a 9   | 72    |
| 60    | 0 a 4   | 36    |

## Economia
El 2007 la població en edat de treballar era de 1.506 persones, 1.112 eren actives i 394 eren inactives. De les 1.112 persones actives 1.054 estaven ocupades (546 homes i 508 dones) i 58 estaven aturades (30 homes i 28 dones). De les 394 persones inactives 175 estaven jubilades, 141 estaven estudiant i 78 estaven classificades com a «altres inactius».

### Ingressos
El 2009 a Andard hi havia 947 unitats fiscals que integraven 2.489 persones, la mediana anual d'ingressos fiscals per persona era de 18.744 €.

### Activitats econòmiques
Dels 97 establiments que hi havia el 2007, 2 eren d'empreses alimentàries, 8 d'empreses de fabricació d'altres productes industrials, 18 d'empreses de construcció, 22 d'empreses de comerç i reparació d'automòbils, 2 d'empreses de transport, 2 d'empreses d'hostatgeria i restauració, 3 d'empreses d'informació i comunicació, 3 d'empreses financeres, 3 d'empreses immobiliàries, 17 d'empreses de serveis, 9 d'entitats de l'administració pública i 8 d'empreses classificades com a «altres activitats de serveis».
Dels 30 establiments de servei als particulars que hi havia el 2009, 1 era una oficina de correu, 2 oficines bancàries, 1 funerària, 2 tallers de reparació d'automòbils i de material agrícola, 3 paletes, 3 guixaires pintors, 5 fusteries, 3 lampisteries, 2 electricistes, 3 perruqueries, 2 veterinaris, 2 restaurants i 1 tintoreria.
Dels 4 establiments comercials que hi havia el 2009, 1 era un supermercat, 1 una gran superfície de material de bricolatge, 1 una fleca i 1 una floristeria.
L'any 2000 a Andard hi havia 27 explotacions agrícoles que ocupaven un total de 1.273 hectàrees.

## Equipaments sanitaris i escolars
L'únic equipament sanitari que hi havia el 2009 era una farmàcia.
El 2009 hi havia 1 escola maternal i 1 escola elemental.

## Poblacions més properes
El següent diagrama mostra les poblacions més properes.